# NGC 2160
NGC 2160 (również ESO 57-SC61) – gromada otwarta, znajdująca się w gwiazdozbiorze Złotej Ryby. Należy do Wielkiego Obłoku Magellana. Odkrył ją John Herschel 30 grudnia 1836 roku.